# Lajes
Lajes là một đô thị thuộc bang Rio Grande do Norte, Brasil. Đô thị này có diện tích 676,417 km², dân số năm 2007 là 9925 người, mật độ 14,7 người/km².